# Silíkou
Silíkou är en ort i Cypern.   Den ligger i distriktet Eparchía Lemesoú, i den centrala delen av landet, 60 km sydväst om huvudstaden Nicosia. Silíkou ligger 619 meter över havet och antalet invånare är 102. Den ligger på ön Cypern.
Terrängen runt Silíkou är huvudsakligen kuperad, men norrut är den bergig.Trakten runt Silíkou är ganska tätbefolkad, med 230 invånare per kvadratkilometer. Närmaste större samhälle är Ýpsonas, 17,3 km söder om Silíkou. Trakten runt Silíkou är i huvudsak ett öppet busklandskap.